# Vladimir Dračko
Vladimir Jakovlevič Dračko (* 20. ledna 1970 Tuapse, Sovětský svaz) je bývalý sovětský a ruský zápasník–judista.

## Sportovní kariéra
S judem/sambem začínal v rodném Tuapse pod vedením Alexandra Aškenaziho. Od roku 1990 se připravoval v Orechovo-Zujevu pod vedením Valerije Vostrikova. V ruské seniorské reprezentaci se pohyboval od roku 1993 v pololehké váze. V roce 1994 v květnu získal titul mistra Evropy. Ve stejném roce na podzim na mistrovství světa týmů v Paříži utrpěl vážné zranění kolene, které ho v dalších letech limitovalo k lepším výsledkům. Po nevýrazném roce 1995 byl z pozice reprezentační jedničky sesazen Islamem Macijevem. Sportovní kariéru ukončil v roce 2001. Věnuje se trenérské práci se zaměřením na mládežnické judo.

## Výsledky
| Turnaj             | 1990           | 1991           | 1992           | 1993           | 1994           | 1995           |
| Turnaj             | 20             | 21             | 22             | 23             | 24             | 25             |
| Turnaj             | pololehká váha | pololehká váha | pololehká váha | pololehká váha | pololehká váha | pololehká váha |
| ------------------ | -------------- | -------------- | -------------- | -------------- | -------------- | -------------- |
| Olympijské hry     |                |                | —              |                |                |                |
| Mistrovství světa  |                | —              |                | —              |                | úč.            |
| Mistrovství Evropy | —              | —              | —              | —              | 1.             | 5.             |
| MS juniorů         | 3.             |                |                |                |                |                |